# Phaleria cadaverina
Phaleria cadaverina – gatunek chrząszcza z rodziny czarnuchowatych i podrodziny Diaperinae. Zamieszkuje Makaronezję, zachód Afryki Północnej oraz atlantyckie, północnomorskie i bałtyckie wybrzeża Europy. Zasiedla niezaburzone plaże. Zarówno larwy, jak i osobniki dorosłe są saprofagami.

## Taksonomia
Gatunek ten opisany został po raz pierwszy w 1792 roku przez Johana Christiana Fabriciusa pod nazwą Tenebrio cadaverinus. W rodzaju Phaleria umieścił go  w 1802 roku Pierre-André Latreille. W 1975 roku mocą opinii Międzynarodowej Komisja Nomenklatury Zoologicznej wyznaczony został gatunkiem typowym tegoż rodzaju.
W obrębie gatunku wyróżnia się dwa podgatunki:
- Phaleria (Phaleria) cadaverina cadaverina (Fabricius, 1792)
- Phaleria (Phaleria) cadaverina maroccana Pic, 1923.

## Morfologia
Chrząszcz o ciele długości od 5 do 7 mm, acz zwykle nie przekraczający 6,5 mm. Ciało ma dłuższe niż szersze, w zarysie krótko-owalne, w stopniu nieznacznym do przeciętnego wypukłe, z wierzchu matowe do słabo błyszczącego oraz punktowane i drobno mikrorzeźbione, od spodu porośnięte krótkimi, żółtymi szczecinkami. Ubarwienie jest żółtobrunatne, czasem z parą ciemniejszych plam na pokrywach, niekiedy z głową i przedpleczem ciemniejszymi od pokryw.
Głowa jest zaokrąglona, gęsto pokryta mocnymi i małymi punktami, wyposażona w duże, nerkowate oczy. Krótkie, ochrowożółte czułki nie sięgają ku tyłowi do tylnego brzegu przedplecza i począwszy od szóstego członu stają się ku szczytowi coraz szersze, człony od ósmego do dziesiątego mając już wyraźnie poprzeczne. W przeciwieństwie do Ph. atlantica trzeci człon czułków jest tylko trochę dłuższy od drugiego. Ostatni człon głaszczków szczękowych jest mały i walcowaty.
Przedplecze jest szersze od głowy, w zarysie prostokątne, o bokach słabiej niż u Ph. atlantica zaokrąglonych, praktycznie równoległych, wszystkich kątach wyraźnych, a krawędzi tylnej prostej. Krawędzie boczne i tylna obrzeżone są delikatną listewką. Powierzchnia przedplecza jest drobno i równomiernie punktowana, drobniej i skąpiej niż głowa, w tylnej części z parą ukośnych wcisków. Niewielka tarczka ma trójkątny kształt. Pokrywy są najszersze w połowie długości, ściśle do przedplecza przylegające, o słabo zaznaczonych kątach barkowych. Rzędy mają postać drobno punktowanych, wgłębionych linii. Międzyrzędy są drobno i gęściej niż przedplecze punktowane, mikroskopowo ziarenkowane, w tylnej części wypukłe bardziej niż w przedniej. Odnóża są silnie zbudowane. Przednia ich para cechuje się płaskimi i silnie, choć słabiej niż u Ph. atlantica ku szczytowi rozszerzonymi goleniami, a u samców ponadto trochę porozszerzanymi trzema początkowymi członami stóp. Stopy tylnej pary mają człon pierwszy trochę dłuższy od ostatniego.
Genitalia samca charakteryzują się edeagusem węższym niż u Ph. atlantica i na szczycie zaostrzonym.

## Ekologia i występowanie

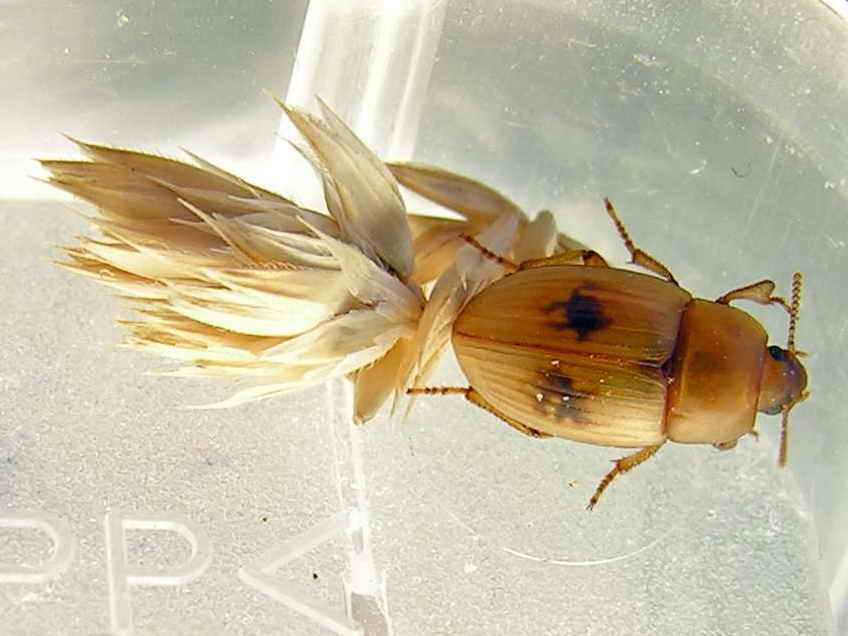
Imago

Owad halobiontyczny (słonolubny), zasiedlający nadmorskie, piaszczyste plaże o ekosystemie niezaburzonym aktywnością turystyczną. Zarówno larwy, jak i osobniki dorosłe są saprofagiczne i żerują na rozkładającej się materii organicznej. Larwy rozwijają się w piasku wśród gnijących szczątków roślinnych lub padliny. Osobniki dorosłe spotyka się w wilgotnym piasku, pod wyrzuconymi na brzeg wodorostami, pod kawałkami drewna, wśród gnijących szczątków roślinnych, pod padliną, w porzuconych gniazdach i pod ptasimi odchodami. Obserwowane są głównie w czerwcu, lipcu i sierpniu.
Gatunek palearktyczny, rozmieszczony na wybrzeżach Oceanu Atlantyckiego, Morza Północnego i zachodniej części Morza Bałtyckiego. Podgatunek nominatywny podawany jest z Wysp Kanaryjskich, Azorów, kontynentalnej Portugalii, Hiszpanii, Irlandii, Wielkiej Brytanii (z Anglii), Francji, Belgii, Holandii, Niemiec, Danii, Szwecji i Polski. Ph. c. maroccana wykazana została z Maroka i Wysp Kanaryjskich. W Europie Środkowej jest jedynym przedstawicielem rodzaju, a w Polsce osiąga wschodnią granicę zasięgu. W kraju tym znany jest z kilku stanowisk historycznych na Pobrzeżu Bałtyku oraz ze stanowisk współczesnych położonych w okolicy Świnoujścia, na Półwyspie Helskim i w Świbnie.